# Lesley Ann Warren
Lesley Ann Warren, née le 16 août 1946 à New York (État de New York, États-Unis), est une actrice américaine.

## Biographie
Née à New York, Lesley Ann Warren est un talent précoce. Très tôt, elle entre à la School of American Ballet avant d'être la plus jeune actrice à intégrer l'Actors Studio, à 17 ans à peine. Dans la foulée, elle fait ses débuts à Broadway en 1963, récoltant d'emblée bon nombre de récompenses pour ses prestations dans 110 in the shade et Drat ! The cat !
Après une figuration dans Les Liaisons coupables de George Cukor en 1962, elle débute à la télévision en 1965 en interprétant Cendrillon dans la comédie musicale Cinderella. Walt Disney est sous le charme et l'embauche pour jouer les ingénues dans deux autres comédies musicales, sorties au cinéma : Le Plus Heureux des milliardaires (1967) et The One and Only, Genuine, Original Family Band (1968). Soucieuse de ne pas s'enfermer dans des rôles sucrés, elle rompt son contrat l'année suivante et remplace au pied levé Barbara Bain dans la série Mission Impossible en 1970 et 1971.
Sa carrière s'apparente dès lors aux montagnes russes, alternant creux et sommets, sans réelle cohérence. Elle participe ainsi sur le petit écran à une nouvelle version de Cat Ballou dont elle tient le rôle-titre en 1971 et apparaît face à Peter Falk dans un Columbo en 1975. Pour le grand écran, elle tourne dans une comédie de Mark Rydell, Deux Farfelus à New York (1976), et un film d'aventures de David Hemmings, Les Bourlingueurs (1981), deux œuvres essentiellement masculines. Son talent brut et solaire ne laisse pas indifférent et sa prestation marquante dans Victor Victoria de Blake Edwards en 1982 lui vaut une nomination à l'Oscar de la meilleure actrice dans un second rôle.
En 1983, elle montre un nouvel aspect de son talent avec le rôle sulfureux de Faye dans Strip Academy de John G. Avildsen, inédit en France, dans lequel elle est la partenaire du jeune Christopher Atkins dont elle joue la maîtresse.
Dans les années 1980, l'actrice enchaîne les téléfilms et tient la vedette des mini-séries La Plantation et Tous les fleuves vont à la mer. Au cinéma, elle travaille avec Alan Rudolph pour deux films chœurs, Choose Me et Songwriter, a pour partenaires Whoopi Goldberg dans La Pie voleuse, James Woods dans le policier Cop et Mark Harmon dans 3 lits pour un célibataire (en concurrence avec Madeleine Stowe). Elle clôt la décennie sur une adaptation de Tennessee Williams, 27 Wagons Full of Cotton. Mais après Chienne de vie de Mel Brooks en 1991, elle est réduite à des seconds rôles, parfois très bons, dans Color of Night face à Bruce Willis ou L'Anglais de Steven Soderbergh avec Peter Fonda et Terence Stamp. Cependant ses compositions marquent toujours l'imaginaire cinéphile.
Plus présente sur petit écran depuis le début des années 2000, elle a su tirer son épingle du jeu grâce à ses rôles récurrents dans Will et Grace, Preuve à l'appui, Desperate Housewives, apparaissant également dans The Practice : Bobby Donnell et Associés et Psych : Enquêteur malgré lui. Au cinéma, après des retrouvailles avec Alan Rudolph pour Trixie (2000) et une rencontre avec Sergueï Bodrov pour The Quickie (2001), elle interprète en 2013 Clara Jobs, la femme de Steve Jobs, dans Jobs de Joshua Michael Stern.
Végétarienne, Lesley Ann Warren fut mariée avec l'acteur Jon Peters, avec qui elle a eu un fils. Divorcée en 1977, elle s'est remariée à Ron Taft, un publicitaire, en 2000.

## Filmographie

### Cinéma

#### Années 1960
- 1962 : Les Liaisons coupables : la fille de Sarah Garnell (non créditée)
- 1967 : Le Plus Heureux des milliardaires (The Happiest Millionaire) : Miss Cordelia « Cordy » Biddle
- 1968 : The One and Only, Genuine, Original Family Band : Alice Bower

#### Années 1970
- 1972 : Pickup on 101 : Nicky
- 1976 : Deux Farfelus à New York (Harry and Walter Go to New York) : Gloria Fontaine
- 1981 : Les Bourlingueurs (Race for the Yankee Zephyr) : Sally

#### Années 1980
- 1982 : Victor Victoria : Norma Cassidy
- 1983 : Strip Academy (A Night in Heaven) : Faye Hanlon
- 1984 : Songwriter : Gilda
- 1984 : Choose Me : Eve
- 1985 : Cluedo (Clue) : Mademoiselle Rose
- 1987 : La Pie voleuse (Burglar) : Dr Cynthia Sheldrake
- 1988 : Cop : Kathleen McCarthy
- 1989 : 3 lits pour un célibataire (Worth Winning) : Eleanor Larimore

#### Années 1990
- 1990 : 27 Wagons Full of Cotton : Flora (vidéo)
- 1991 : Chienne de vie (Life Stinks) : Molly
- 1992 : Cœur de cowboy (Pure Country) : Lula Rogers
- 1994 : Color of Night : Sondra Dorio
- 1995 : La Loi du talion (Bird of Prey) de Temístocles López : Claire
- 1996 : Natural Enemy : Sandy Robards (vidéo)
- 1996 : The First Man : Louise
- 1997 : Obsessions torrides (Going All the Way) : Nina Casselman
- 1998 : Love Kills (en) : Evelyn Heiss
- 1998 : All of It : Glenda Holbeck
- 1998 : Richie Rich : Meilleurs Vœux (Richie Rich's Christmas Wish) : Regina Rich (vidéo)
- 1999 : L'Anglais (The Limey) : Elaine
- 1999 :  Les Frères Falls (Twin Falls Idaho) : Francine
- 1999 :  Mrs. Tingle (Teaching Mrs. Tingle) : Faye Watson

#### Années 2000
- 2000 : Ropewalk : La mère de Charlie
- 2000 : Trixie : Dawn Sloane / Dorothy Slotnick
- 2001 : Losing Grace : Mary Reed
- 2001 : Delivering Milo : Anna
- 2001 : The Quickie : Anna
- 2001 : Wolf Girl : Dr Klein
- 2001 : The Myersons
- 2002 : La Secrétaire (Secretary) : Joan Holloway
- 2004 : My Tiny Universe : Vee
- 2005 : Constellation : Nancy Boxer
- 2005 : When Do We Eat? (en) : Peggy Stuckman
- 2005 : Deepwater : Pam
- 2005 : The Shore : Mme Becky Harris
- 2006 : Miracle Dogs Too : Nurse Molly (vidéo)
- 2006 : 10th and Wolf : Tina
- 2008 : The Diagnosis : Linda

#### Années 2010
- 2010 : Stiffs : Joy Tramontana
- 2010 : A Little Help : Joan
- 2010 : Peep World de Barry W. Blaustein (en) : Marilyn Meyerwitz
- 2013 : Jobs : Clara Jobs
- 2015 : I Am Michael de Justin Kelly
- 2015 : Babysitter de Morgan Krantz : Grace
- 2015 : The Sphere and the labyrinth de Michael Robertson Moore : Wendy
- 2015 : Between us de Rafael Palacio Illingworth : Elsa
- 2018 : American Pets de Robert Logevall : Judy
- 2019 : 3 Days with Dad de Larry Clarke : Dawn

#### Années 2020
- 2020 : Echo Boomers de Seth Savoy : Author
- 2022 : It Snows all the time de Jay Giannone : Anne
- 2022 : The Bay House de Bo Brinkman : Joan Brooks
- 2024 : Love, Danielle de Marianna Palka : Candie Bledsoe
- 2024 : Shadow Watchers de Steve Helgoth : Christine Connor
- 2024 : Home Delivery de Thom Harp : Linda Templeton

### Télévision
- 1962 : The Doctors : (épisode : Beware the bee) : rôle sans nom
- 1965 : Cinderella avec Ginger Rogers, Walter Pidgeon, Celeste Holm : Cinderella
- 1965 : For the people, épisode Dangerous to the Public Peace and Safety : Terry
- 1966 : Le Jeune Docteur Kildare  (Dr Kildare) |(série télévisée) 4 épisodes : Bonda Jo Weaver
- 1966 :  Gunsmoke (série télévisée)  (épisode Harvest) : Betsy Payson
- 1966 :  Match contre la vie (série télévisée, 1966) (Run for your life) (TV)  (épisode Le Dernier safari) (The Last Safari) : Julie Foster
- 1969 : La Nouvelle Équipe (série télévisée) The Mod Squad, épisode A run for the money : Virginia Ginny Wells
- 1969 : Seven in Darkness : Deborah Cabot
- 1969 : Love American Style : Tippi
- 1971 : De l'amour à la haine (Love hate love) de George McCowan écrit par Eric Ambler avec Ryan O'Neal : Sheila Blunden
- 1970-1971 : : Mission Impossible (série télévisée) : Dana Lambert
- 1971 Cat Ballou avec Jack Elam, Bo Hopkins : Cat Ballou
- 1972 : Un dangereux rendez vous (Assignment : Munich) de David Lowell Rich avec Richard Basehart, Roy Scheider : Cathy Lange
- 1972 :  Pickup on 101 (en) de John Florea : Nicky
- 1972 :  Les filles de Joshua Cabe (The Daughters of Joshua Cabe) de Philip Leacock avec Karen Valentine, Sandra Dee : Mae
- 1973 : Dr Simon Locke (série télévisée) (épisode Requiem for a canari) : Laura March
- 1973 : Night Gallery (épisode Death on a barge) : Hyancinth
- 1973 :  Les Lettres (en) (The Letters) de Paul Krasny avec John Forsythe, Jane Powell : Laura Reynolds (The Andersons Episode)
- 1973 : Saga of Sonora avec Vince Edwards, Jill St. John
- 1975 : It's a Bird... It's a Plane... It's Superman : Lois Lane
- 1975 : Columbo : État d'esprit (A Deadly State of Mind) (série télévisée) : Nadia Donner
- 1975 : S.W.A.T. (section 4) (série télévisée) : Deadly Tide : Linda
- 1975 : Doctor's Hospital (épisode Sleepless and Pale Eyelids) : Sybil Payson
- 1975 : Harry O (épisode APB Harry Orwell) : Gail Stephens
- 1975 : The Legend of Valentino de Melville Shavelson avec Franco Nero : Laura Lorraine
- 1976 : Jigsaw John (épisode Too Much, Too Soon Blues) : Claudine Roman
- 1976 : Snip (en) (série télévisée) : Beverly
- 1977 : 79 Park Avenue (en) avec Marc Singer, Raymond Burr, John Saxon (feuilleton TV) : Marja Fludjicki / Marianne
- 1978 : Betrayal de Paul Wendkos avec Rip Torn : Julie Roy
- 1978 : Pearl (en) avec Angie Dickinson, Dennis Weaver, Robert Wagner, Gregg Henry, Mary Crosby (feuilleton TV) : Dr Carol Lang
- 1979 : Strip-teaseuse malgré elle (Portrait of a Stripper) avec Edward Herrmann : Susie Hanson
- 1980 : La Plantation (Beulah Land) avec Michael Sarrazin, Eddie Albert, Hope Lange, Don Johnson (télésuite en 4 épisodes) : Sarah Kendrick
- 1982 : Portrait of a Showgirl de Steven Hilliard Stern avec Tony Curtis, Rita Moreno : Jillian Brooks
- 1985 : Tous les fleuves vont à la mer avec Armand Assante, Ian McShane, Robert Vaughn (télésuite en 4 épisodes) : Anna Friedman
- 1986 : Apology de Robert Bierman avec Peter Weller : Lily
- 1986 :  A Fight for Jenny avec Philip Michael Thomas : Kelsey Wilkes
- 1987 : Faerie Tale Theatre (TV) (épisode The Dancing princesses) : Jeanetta
- 1988 : Viva Oklahoma (Baja Oklahoma) de Bobby Roth avec Peter Coyote, Julia Roberts : Juanita Hutchins
- 1990 : American Playwrights Theater: The One-Acts (TV) (épisode 27 Wagons Full of Cotton) : Flora
- 1990 : Family of Spies de Stephen Gyllenhaal avec Powers Boothe, Lili Taylor : Barbara Walker
- 1990 : Lola (TV) : Lola Baltic
- 1991 : Jugement aveugle (A Seduction in Travis County) de George Kaczender avec Peter Coyote : Melanie Evans
- 1992 : Cœurs en feu (In Sickness and in Health) avec Tom Skerritt, Marg Helgenberger : Anita Mattison
- 1992 :Holloway
- 1993 : La Justice du désespoir (A Mother's Revenge) d'Armand Mastroianni avec Bruce Davison, Shirley Knight : Carol Sanders
- 1995 : La Bible : Joseph (Joseph) de Roger Young avec Ben Kingsley, Martin Landau, Dominique Sanda : Potiphar's Wife
- 1995 : Mariage criminel (Murderous Intent) avec Corbin Bernsen : Gayle
- 1999 : Jesse (TV) (épisode Mama was a rollin' stone) : Susan
- 2000 : Destins croisés (TV) (épisode Matchmaker, Matchmaker) : Rhonda Finkelstein
- 2001 : Wolf Girl avec Tim Curry, Grace Jones : Dr Klein
- 2001-2006 : Will et Grace : Tina (4 épisodes)
- 2002 : St. Sass avec Gregory Harrison : Slim Kaplan
- 2002 : Preuve à l'appui : Arlene Lebowski (Saison 2, épisodes 8)
- 2003 : Recipe for Disaster avec John Larroquette : Marie Korda
- 2003 : Les Anges du bonheur (série télévisée) : Kelly Cartwright (Saison 9, épisodes 15)
- 2003 : The Practice : Bobby Donnell et Associés (série télévisée) : Ms Bakey (Saison 7, épisodes 15 et 16)
- 2004 : Less than perfect (TV) (épisode Claude's appartment) : Diane Steadman
- 2005 : Desperate Housewives (série télévisée) : Sophie Bremmer Flickman, la mère de Susan Mayer (Saisons 1 et 2, 6 épisodes)
- 2005 :  Preuve à l'appui : Arlene Lebowski (Saison 4, épisodes 17)
- 2008-2012 : US Marshals : Protection de témoins (série télévisée) : Jinx Shannon (la mère de Mary)
- 2009 : Le Carnet des regrets (Bound by a Secret) : Jane Tetley
- 2010 : Desperate Housewives (série télévisée) : Sophie Bremmer Flickman (Saison 7, épisodes 12)
- 2011 : Working Class (TV) (épisode Medieval Woman) : Barbara
- 2013 : Psych : Enquêteur malgré lui (série télévisée) (épisode : 100 clues) : Leslie
- 2015 :  Community : Deb Perry (série télévisée)
- 2015 : Gigi does it (TV) (épisodes Whine/Wart-a-Colors) : Tretchy Feinberg
- 2016 : Blunt Talk (série TV) : Cornelia
- 2016-2017 : Girlfriends' Guide to Divorce (série TV) : Dina
- 2018 : Daredevil : Esther Falb (Saison 3, épisode 11)
- 2018 : Blind Psychosis (TV) : Tabatha Burks
- 2019 : The Cool kids (en) (série TV) : Kathleen
- 2019 : American Princess (série TV) : Joanntha Klein
- 2019 : Un Noël plein d'étincelles (Twinkle All the Way) : Twinkle Harrison
- 2021 : All Rise (série TV) (épisode : Bette Davis eyes) : Samara Strong
- 2022 : Panhandle (série TV) 8 épisodes : Millicent Prescott
- 2024 : 9-1-1 (série TV) 2 épisodes : Ann Rutchinson

## Distinction

### Nomination
- 1983 : Nomination à l'Oscar de la meilleure actrice dans un second rôle pour Victor Victoria.

## Voix françaises
En France, Anne Deleuze est la voix régulière de Lesley Ann Warren. Anne Jolivet l'a également doublée à quatre reprises.
- Anne Deleuze[1] dans :
  - Le Muppet Show (série télévisée, 2d doublage)
  - Cop
  - Richie Rich : Meilleurs Vœux
  - Preuve à l'appui (série télévisée)
  - The Cool Kids (série télévisée)
  - American Princess (série télévisée)
  - Echo Boomers

- Anne Jolivet[2] dans :
  - La Secrétaire
  - Deepwater
  - Desperate Housewives (série télévisée)
  - US Marshals : Protection de témoins (série télévisée)

- Évelyn Séléna dans :
  - Family of Spies (en) (téléfilm)
  - Cœurs en feu (téléfilm)
  - Extrême Jalousie (téléfilm)

- Francine Lainé (*1945 - 2014) dans :
  - Victor Victoria
  - Will et Grace (série télévisée)

- Blanche Ravalec[1] dans :
  - Les Magichiens
  - 9-1-1 (série télévisée)

- Frédérique Tirmont dans :
  - La Pie voleuse
  - Chienne de vie

Mais aussi :
- Paule Noëlle (*1942 - 2022) dans Le Plus Heureux des milliardaires
- Séverine Morisot dans Mission impossible (série télévisée)
- Sylviane Margollé (*1950 - 2005) dans Un dangereux rendez-vous (téléfilm - doublé seulement en 1987)
- Anne Kerylen (*1943 - 2021) dans Les Bourlingueurs
- Perrette Pradier (*1938 - 2013) dans Cluedo
- Brigitte Morisan dans Color of Night
- Anne Canovas dans L'Anglais
- Martine Irzenski[1] dans Blunt Talk
- Ninou Fratellini[1] dans Daredevil (série télévisée)
- Françoise Cadol[1] dans Un Noël plein d'étincelles (téléfilm)